# Molosser (Volk)

Epirus in der Antike

Die Molosser (griechisch Μολοσσοί) waren, neben den Chaoniern und den Thesprotern, der dritte große griechische Stamm der antiken Epiroten.
Aus geographischen Gründen ebenso wie wegen des ergiebigen Ackerbaus entwickelte sich in Epirus relativ früh ein Gesamtstaat, dessen Könige aus dem Stamm der Molosser bis hin zu Pyrrhos I. (ca. 319/18 bis 272 v. Chr.) in der Geschichte durchaus eine Bedeutung haben. Der illyrische König Bardylis unterwarf Epirus im Jahre 385 v. Chr. und der vorher vertriebene molossische König Alketas I. aus der Dynastie der Aiakiden bestieg wieder den Thron.
In Anlehnung an ihre typischen Schäferhunde werden heute verschiedene Hunderassen als Molosser bezeichnet.